# Curetis acuta
Curetis acuta là một loài bướm ngày thuộc họ Lycaenidae. Nó được tìm thấy ở châu Á.

## Phân bố
Nam Ấn Độ. Pachhmari. Mussoories tới Dawnas. Assam, Trung Quốc, Hải Nam, Đài Loan, Nhật Bản. Có thể Bắc Myanma và Đông Dương.

## Hình ảnh

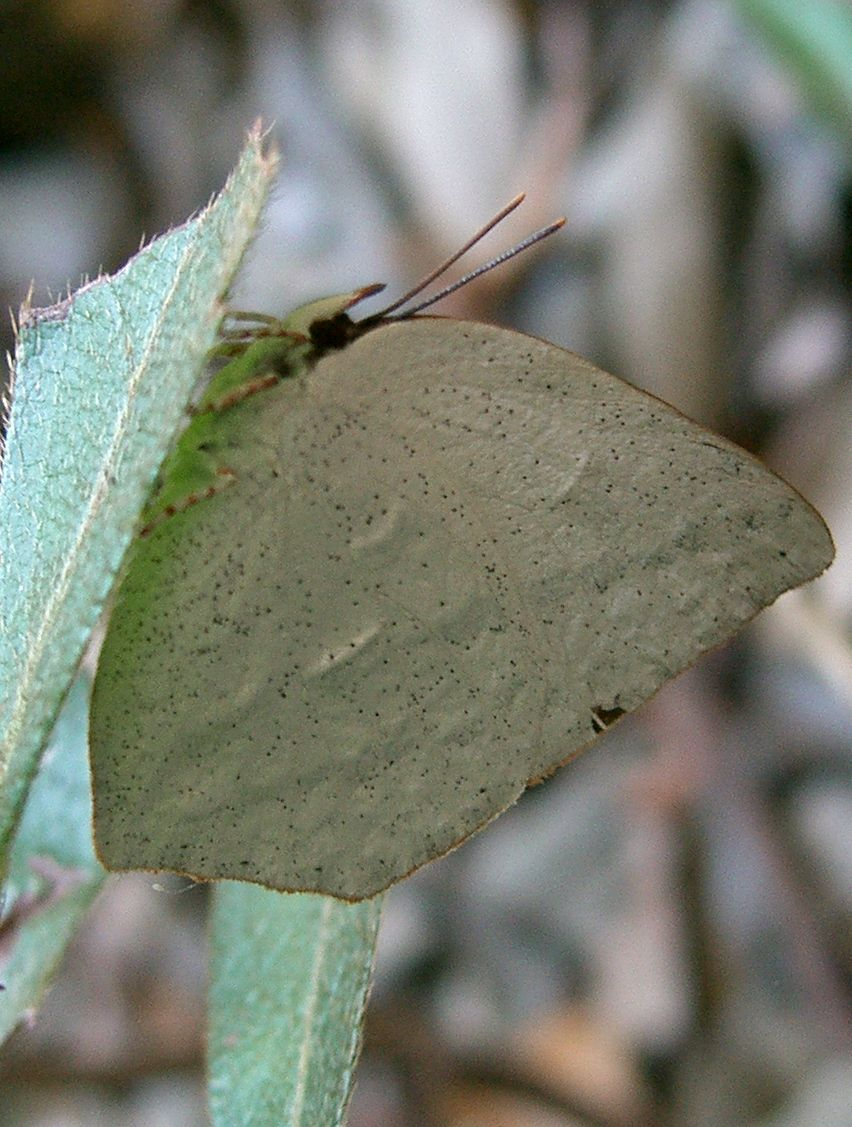
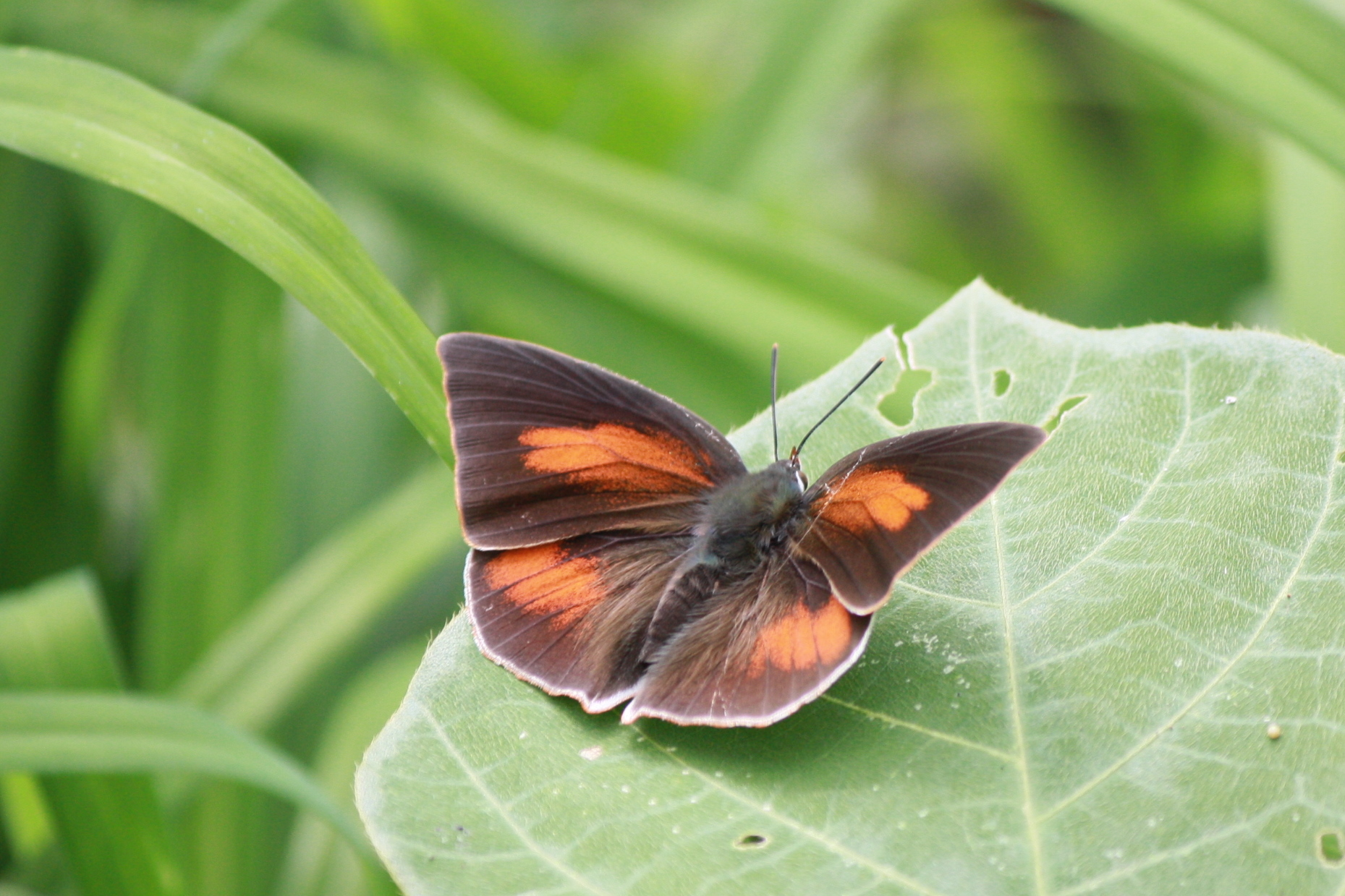
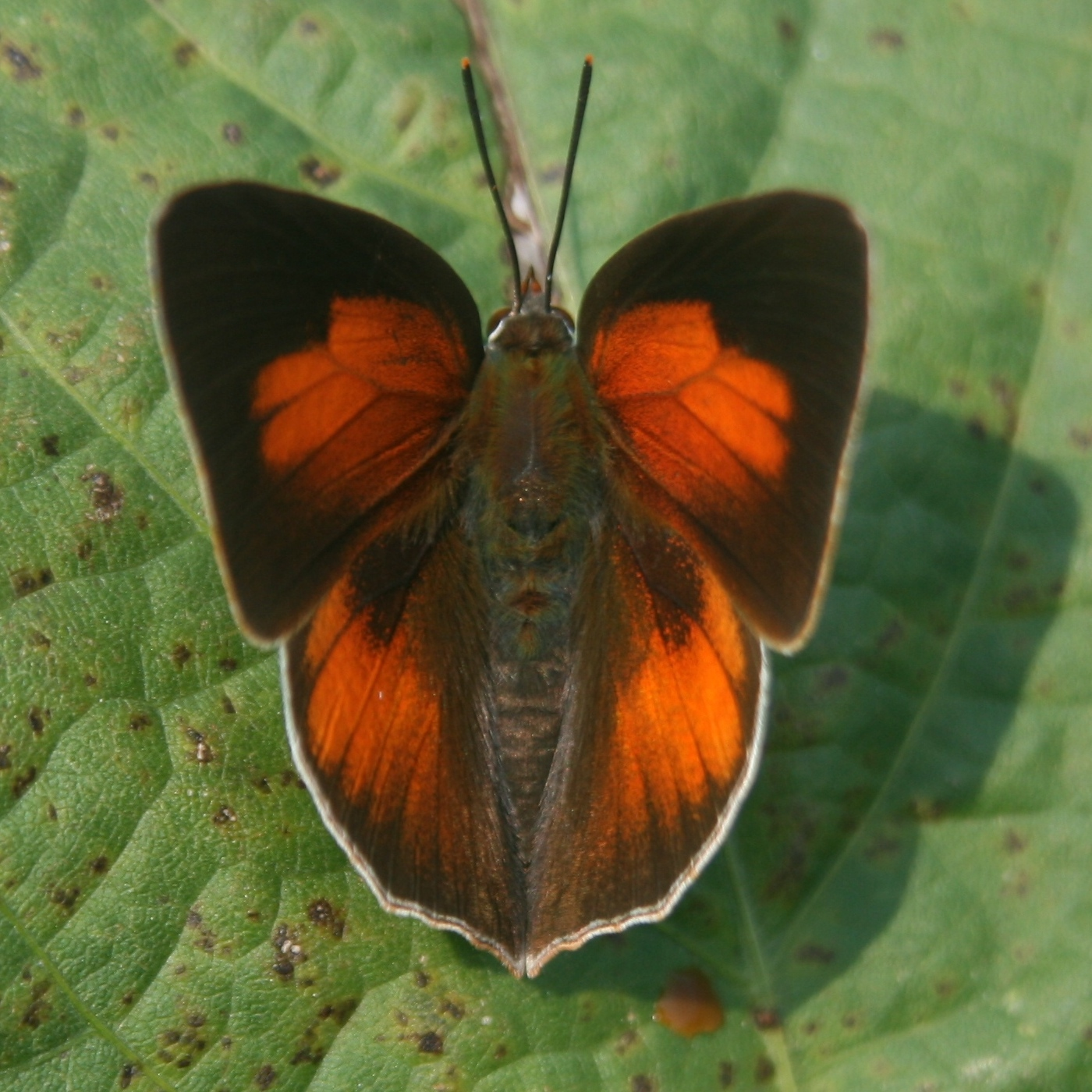
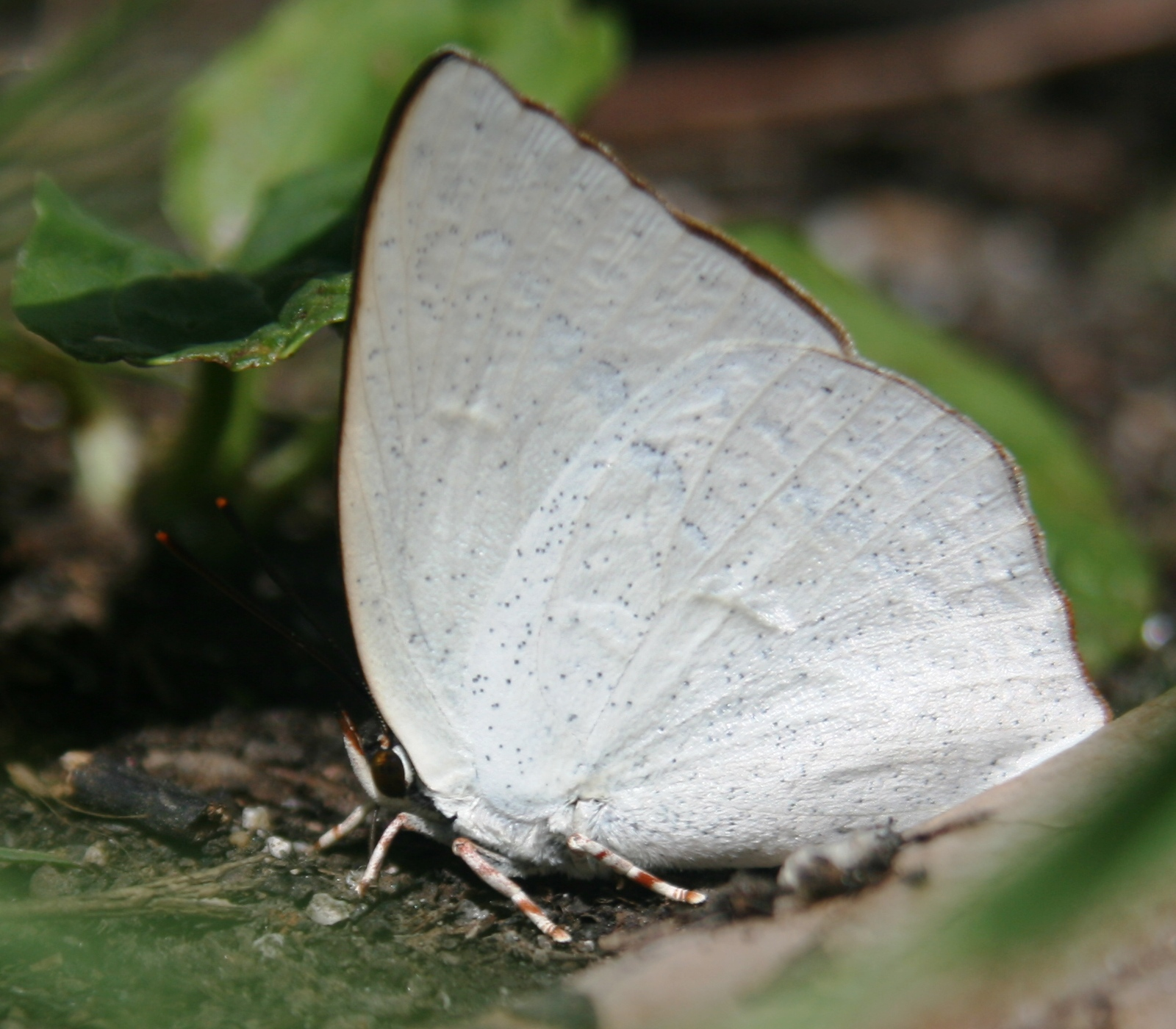

## Xem thêm

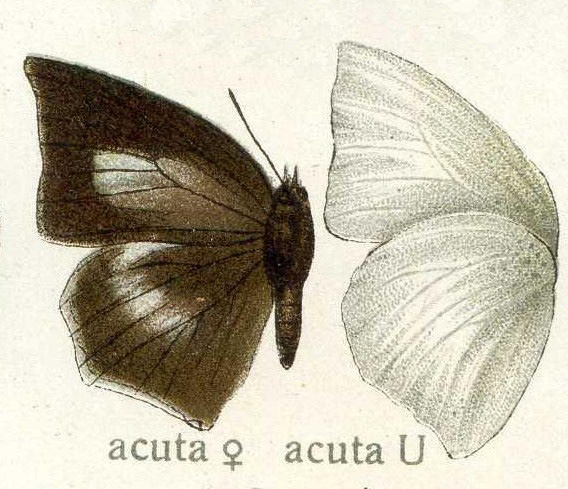
Curetis acuta từ Seitz